# Alfred Rouleau
Pour les articles homonymes, voir Rouleau.
Alfred Rouleau (Sherbrooke, 19 août 1915 – Montréal, 19 octobre 1985) est un administrateur québécois. Il a été président du mouvement Desjardins de 1972 à 1981.

## Biographie

### Jeunesse
Alfred Rouleau, Sherbrookois de naissance a vécu en majeure partie dans la région de Québec. Aîné d'une famille de 4 enfants, il dut quitter l'école à la fin de la huitième année du primaire. Très jeune il a dû subvenir aux besoins de sa famille et a occupé des emplois de garçon d'ascenseur livreur de chapeaux chez une modiste ou de passeur de journaux. Il a obtenu son diplôme de laitier à la laiterie où il livra d'abord le lait. Il suivit les cours du soir avec le Père Charles-Henri Lévesque à la Faculté des sciences sociales de l'Université Laval.

### Mouvement Desjardins
Plus tard, il gagna sa vie dans la vente d'assurance au Groupe La Laurentienne et se joindra plus tard aux Caisses populaires où le sénateur Cyrille Vaillancourt le recruta pour sa conviction qu'il fallait œuvrer pour le Canada français. Son professionnalisme irréprochable et un talent pour la communication l'on fait remarquer.
Il fondera plus tard l'Assurance-vie Desjardins. Il a à son actif la première campagne publicitaire de la Fédération, connue sous le nom de Pop-sac-avi-so, etc. avec Marie-Josée Taillefer alors petite fille. Une vraie révolution pour les dirigeants de l'époque. Il récupérera et deviendra président de la compagnie la Sauvegarde, ancêtre des compagnies francophones d'assurance-vie.
Il deviendra président de la Fédération des Caisses populaires du Québec. Plusieurs réalisations importantes lui sont dues, pensons entre autres au Complexe Desjardins à Montréal qu'il a initié dans l'esprit de voir les francophones s'approprier l'est de Montréal. Il a favorisé l'arrivée de l'argent électronique, y voyant une façon de contrer l'usage des cartes de crédit. Son idéal coopératif l'a fait connaître et respecter partout dans le monde. Il a démarré en ce sens l'institut coopératif Desjardins qui a permis à des générations entières de gens de tous pays et de toutes langues de venir s'initier au monde de la coopération.
Il épousa Jacqueline Langevin en 1954 avec laquelle il eut trois enfants: Anne-Marie (Claude et Victoria), Suzanne (Geneviève, Martina, Christophe-Alfred, Michel, Étienne, Thérèse et Anne) ainsi que Brigitte, moniale à l'Abbaye bénédictine Sainte-Marie-des-Deux-Montagnes.
Il posséda longtemps sa demeure estivale à Notre-Dame-du-Portage où il participa à la fondation d'une coopérative d'Arts et de Loisirs, qui vit la naissance d'une boîte à chansons où défilèrent tous les chansonniers de l'époque. Il travailla également à déplacer le tracé de l'autoroute 20 qui devait d'abord passer à la place de l'actuelle route 132, ce qui selon bien des gens aurait définitivement brisé un des plus beaux lieux de villégiature au Québec.

### Décès
Son décès vit tous les drapeaux du Québec en berne par une motion votée au parlement de Québec[réf. nécessaire]. Après son départ, le Mouvement Desjardins a vu rapidement s'accroître son actif à la suite de choix d’investissements judicieux. Dans les journaux, on put lire « Cet homme a donné une âme à l'argent. »  Il est à noter que M. Rouleau a joué le rôle de sage à plusieurs reprises dans l'histoire du Québec. Ayant toujours gardé pour lui ses allégeances politiques, il fut courtisé par des leaders de tous les partis au fédéral comme au provincial, mais refusa toujours de siéger au parlement, se sachant plus entrepreneur dans l'âme qu'administrateur. Il joua d'autant mieux ce rôle de rassembleur qu'il affectionnait particulièrement. Sa liberté de penser, son audace, son respect et sa confiance en  la jeunesse, le soutien qu'il accorda à maintes reprises à des solliciteurs dans le besoin firent de lui un ami fidèle, un recours pour les abandonnés du système et un conférencier hors pair qui répondait toujours présent pour vanter l'entrepreneurship, la coopération. Il aimait dire que ce n'était jamais l'argent qui manquait, mais bien les idées. Ses amis de jeunesse, de la jec, joc, jic, JIC dont il était, Jeunesse indépendante catholique, lui sont demeurés toujours de fidèles soutiens et lui ouvrirent les portes de tous les secteurs d'activités du Québec. Simone et Michel Chartrand, Madeleine et Claude Ryan, Gérard Lemieux et Louise Simard, journalistes à Radio-Canada, Rémi Montagne, député français et fondateur d'une grande maison de Presse catholique peuvent être nommés ici.
Il est inhumé à Lévis où il passa la plus grande partie de sa vie et où repose sa famille paternelle.
Le fonds d'archives de M. Alfred Rouleau a été cédé aux Archives nationales du Québec.

## Sources externes
- Le fonds d’archives d'Alfred Rouleau est conservé au centre d’archives de Québec de  Bibliothèque et Archives nationales du Québec[2].

## Honneurs
- 1973 - Compagnon de l'ordre du Canada[3]
- 1984 - Ordre des francophones d'Amérique
- 1985 - Grand officier de l'Ordre national du Québec[4]
- Doctorats honorifiques de l'Université de Sherbrooke, de l'Université Laval et de l'Université de Montréal[1]
- Une rue est nommée en son honneur dans la ville de Québec (Ville).